# Геотектоника
Геотектоника или краће, тектоника је дисциплина динамичке геологије и бави се покретима и деформацијама у Земљиној кори односно литосфери и то на глобалном нивоу, контактима појединих континенталних и окенаских плоча које се крећу по горњем слоју астеносфере, тј. Земљином омотачу. Структурно обликовање појединих комплекса резултат је геодинамичких промена у прошлости, што упућује на недељиву повезаност геодинамике и геотектонике. Међутим, у оквиру специфичних задатака тежиште геодинамике је анализа узрока промена, а геотектонике реконструкција структурних и мофролошких последица тих промена као оквира одређеног дешавања. Одраз тога дешавања на површини Земље предмет је геоморфологије.

## Опште
Земљина површина је подељена у 8 великих и неколико мањих плоча које се споро крећу и мењају величину. Интензивна геолошка активност се догађа по ободима литосферних плоча где се плоче одмичу једна од друге, сударају или тару једна о другу.
Немачки геофизичар Алфред Вегенер (Алфред Wegener (1880-1930)) је 1912. године поставио хипотезу о кретању континената и тиме формулисао основу теорије тектонике плоча коју је објавио у својој књизи The origin of continents and oceans, а која је до данас доживела неколико издања. Вегенерова теорија тектонике плоча описује механизме подвлачења тектонских плоча једне под другу и ширења океанског дна.

## Кретање континената
Морско дно настаје на средњоокенским гребенима где излазе огромне количине лаве, ширећи окенаско дно те стварајући нове делове окенске коре. Обе стране океанског дна уз средњоокенски гребен се крећу, али у супротним правцима, према континенталним плочама на ободима са којима се „сукобљавају“. На овај начин континенти, који иначе плутају по горњем слоју астеносфере, мењају међусобно своје положаје и облике.
Данас је можда најпознатији Атлантски средњоокеански гребен, с израженом вулканском активношћу и на површини (Исланд).